# Abdiqasim Salad Hassan
Abdiqasim Salad Hassan (en somalí: Cabdiqaasim Salaad Xasan; en árabe: عبدي قاسم صلاد حسن‎; nacido el 1 de enero de 1941) es un político somalí. Fue presidente de Somalia entre 2000 y 2004, y anteriormente ocupó las carteras ministeriales de Interior y Finanzas en el gobierno de Mohamed Siad Barre.

## Biografía
Hassan nació en la localidad de Galdogob, situada en la provincia de Mudug de la antigua Somalia Italiana. Su familia proviene del subclán habar gidir de los hawiye.
Hassan cursó su educación postsecundaria en la Unión Soviética, graduándose en 1965 del Departamento de Biología de la Universidad Estatal de Moscú Lomonósov.

## Trayectoria política

### Inicios
Cofundador del grupo somalí Suhl (Reconciliación) del que el exministro de Exteriores Abdirahman Jama Barre también formó partewas also a part, Hassan ocupó varios puestos importantes en el gobierno de Somalia, entre los que destaca el de último ministro de Interior de Siad Barre. Como tal, Hassan era responsable de las agencias de seguridad interior, como el Servicio de Seguridad Nacional, el Departamento de Investigación del Partido Socialista Revolucionario Somalí o la Policía.
Además, a finales de los años 1980, Hassan fue segundo vice primer ministro de Somalia, mientras que Abdirahman Jama Barre ocupó el cargo de primer vice primer ministro.
Después del derrocamiento de la administración de Barre en 1991 y del comienzo de la guerra civil en Somalia, Hassan salió del país para ir a El Cairo.

### Presidencia de Somalia
En 2000, se estableció un Gobierno Nacional de Transición (GNT). Hassan se presentó como candidato para las elecciones de ese año para la presidencia del GNT. El 26 de agosto, recibió 145 de los votos totales, mientras que el exembajador somalí en Washington, Abdullahi Ahmed Addou, obtuvo 92 votos en la tercera votación. Hassan juró su cargo al día siguiente.
La administración de Hassan controló partes de la capital, Mogadiscio, pero el resto de la mitad sur del país permaneció bajo el control de varios líderes de facciones regionales. Poco antes de expirar el mandato del GNT en agosto de 2003, Hassan se retiró de las negociaciones para formar un nuevo gobierno. El primer ministro Hassan Abshir Farah lo acusó de provocar el fracaso de las negociaciones con el fin de extender su mandato, a lo que Hassan respondió cesándolo.
En 2004, Hassan se presentó a la reelección presidencial. El 10 de octubre de 2004, en una sesión celebrada por el Parlamento Federal de Transición (PFT), Abdullahi Yusuf Ahmed fue elegido presidente del Gobierno Federal de Transición (GFT), un órgano interino sucesor del GNT que Ahmed había contribuido a establecer ese mismo año. Ahmed obtuvo 189 votos del Parlamento, frente a los 79 de Abdullahi Ahmed Addou, su principal contendiente, en la tercera ronda de votación. Hassan retiró pacíficamente su candidatura.

## Vida personal
Hassan reparte su tiempo entre Somalia y Egipto.